# Филонич, Наталья
Ната́лья Фило́нич (род. 1958) — советская гребчиха-байдарочница, выступала за сборную СССР в начале 1980-х годов. Серебряная призёрша чемпионата мира, трёхкратная чемпионка Советского Союза, победительница регат республиканского и всесоюзного значения. На соревнованиях представляла спортивное общество «Динамо», мастер спорта международного класса.

## Биография
Наталья Филонич родилась в 1958 году. Активно заниматься греблей начала в раннем детстве, проходила подготовку в гребной секции Ленинграда, состояла в ленинградском спортивном обществе «Динамо».
В 1981 году впервые одержала победу на чемпионате Советского Союза, став лучшей в зачёте двухместных байдарок на дистанции 500 метров. Благодаря череде удачных выступлений удостоилась права защищать честь страны на чемпионате мира в английском Ноттингеме — в составе четырёхместного экипажа, куда также вошли гребчихи Лариса Недвига, Инна Шипулина и Любовь Орехова, завоевала в полукилометровой гонке серебряную медаль, уступив в решающем заезде только экипажу из ГДР.
После чемпионата мира в Ноттингеме Филонич осталась в основном составе советской национальной сборной и продолжила принимать участие в крупнейших регатах всесоюзного и международного значения. Так, на чемпионате страны 1982 года она победила сразу в двух дисциплинах, в четвёрках на пятистах метрах и в эстафете 4 × 500 м, став таким образом трёхкратной чемпионкой Советского Союза. За выдающиеся спортивные достижения удостоена почётного звания «Мастер спорта СССР международного класса».